# Volker Krämer (Schriftsteller)
Volker Krämer (* 12. Oktober 1955 in Gelsenkirchen; † 3. September 2011 ebenda) war ein deutscher Schriftsteller.
Volker Krämer absolvierte nach der Schule eine Berufsausbildung zum Buchdrucker und bildete sich später zum Offset-Drucker weiter. In dem von ihm 1986 gegründeten Merkur-Verlag publizierte er die von Uwe Anton, Werner Kurt Giesa, Wilfried A. Hary und Frank Rehfeld begründete und verfasste SF-Serie Star Gate – Tor zu den Sternen. Als die Serie später im Blitz-Verlag neu aufgelegt wurde, fungierte er als Redakteur. Später gehörte er zu den Stammautoren der Heftserien Professor Zamorra und Sternenfaust.
Er lebte als freier Autor und Lektor in Gelsenkirchen.

## Werke (Auswahl)
- Wolfsgesang (mit Werner Kurt Giesa), Zaubermond, Hamburg 2004
- Desaster (mit Christian Schwarz und Christian Montillon), Zaubermond, Hamburg 2008
- Der Weg ins gestern (mit Christian Schwarz), Zaubermond, Hamburg 2008
- Mondfeuer, Zaubermond, Hamburg 2009
- Die Alte Welt, Zaubermond, Hamburg 2009
- Bibleblack, Zaubermond, Hamburg 2010

## Weblink
- Volker Krämer in der Internet Speculative Fiction Database (englisch)

| Personendaten    | Personendaten            |
| ---------------- | ------------------------ |
| NAME             | Krämer, Volker           |
| KURZBESCHREIBUNG | deutscher Schriftsteller |
| GEBURTSDATUM     | 12. Oktober 1955         |
| GEBURTSORT       | Gelsenkirchen            |
| STERBEDATUM      | 3. September 2011        |
| STERBEORT        | Gelsenkirchen            |